# Move for Me
Move for Me è un singolo realizzato dai disc jockey e produttori discografici Kaskade e deadmau5, con la parte vocale interpretata dalla cantante Haley Gibby. La traccia è anche il secondo singolo estratto dal quinto album in studio di Kaskade Strobelite Seduction.

## Tracce

### Download digitale
1. Move for Me (Radio Edit)
2. Move for Me (Extended Mix)
3. Move for Me (Instrumental Mix)

### Remixes
1. Move for Me (Mind Electric Mix) – 7:06
2. Move for Me (Santiago & Bushido Mix) – 5:16
3. Move for Me (Rasmus Faber Epic Mix) – 7:48
4. Move for Me (Santiago & Bushido Dub) – 6:32
5. Move for Me (Rasmus Faber Epic Mix Instrumental) – 7:48